# بحيرة تار
بحيرة تار هي بحيرة طبيعية جبلية ذات مياه عذبة والتي تُعَد واحدة من المناطق الطبيعية الوطنية في إيران كما وتُعتبَر من المناطق السياحية المثالية في مدينة دماوند الواقعة في شرق العاصمة طهران حيث تحاصرها سلسلة جبال البرز. وتقع هذه البحيرة الطبيعية على بعد 15 كم شرق مدينة دماوند، وعلى ارتفاع أكثر من 3000 متر فوق مستوى سطح البحر.[بحاجة لمصدر] كما وان مساحتها تبلغ سبع كيلومترات مربع. وهناك قصص كثيرة واساطير قديمة حول هذه البحيرة منها ان هناك ميزات سحرية للبحيرة لمن يبات عندها كما ويُقال ايضاً ان هناك كنوزاً دفينة في صميم البحيرة وضواحيها.

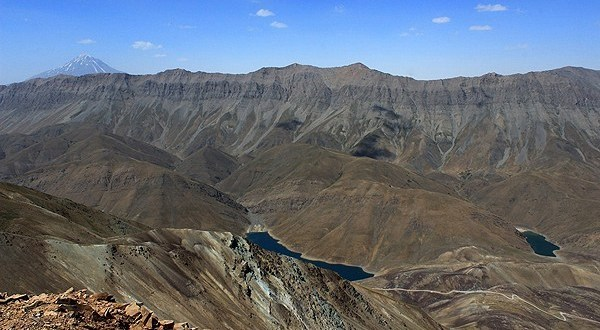
صورة جوية لبحيرة تار الطبيعية ذات المياه العذبة

## التكوين
تقع هذه البحيرة، وهي واحدة من بحيرات المياه العذبة الإيرانية، بين الجبال في الشمال وزارينكوه في الجنوب. وقد تم إنشاء البحيرة بسبب انهيار أرضي من زارينكوه.

## الموقع
ان الموقع الجغرافي للمنطقة التي تقع فيها البحيرة هو بشكل عام تُحيط به جبال شاهقة يبلغ ارتفاعها من سطح البحر بين (50) وحتى (500) متر فهي تقع وسط سلسلتين جبليتين هما قره داغ في الشمال وزرين في الجنوب بينما تقع البحيرة في شمال مدينة دماوند على ارتفاع 3200 متر فوق مستوى سطح البحر.

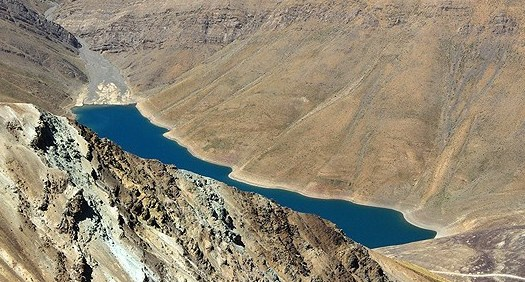
منظر عام لبحيرة تار

## المسارات
هناك طريقان من الجهة الأعلی إلی قرية هوير، واحدٌ منها الی بحيرة تار والآخر إلی بحيرة هوير. إن الطرق الجبلية اليها غير معبَّدَة. فالسيارات الضخمة بمحورين أفضل وسيلة لقطع هذه الطرق. إن بحيرة تار اکبر من بحيرة هوير ومساحتها تبلغ سبع کيلومترات مربع. وبسبب ارتفاع البحيرتين فلا يوجد غطاء نباتي بهامشهما ويعيش في هذه البحيرات سمك السلمون المنقّط بالأحمر وانواع اخری من هذا السمك وهذا يسبب ملائمة المنطقة لاصطياد هذا السمك.

## مكانتها السياحية
يقصد هذه البحيرة الكثير من السياح فبالإضافة إلى طبيعتها وعذوبة مياهها تعيش في مياه البحيرة التي مصدرها غليان الينابيع وذوبان ثلوج الجبال المحيطة وأنهار موسمية، أسماك السلمون المرقطة بنقاط حمراء والسلمون قوس قزح والأسماك الصفراء حيث يسافر الكثير من السياح إليها لصيد هذه الأسماك حيث تكون أفضل المواسم لزيارة المنطقة الشهر الآخر في الربيع.

## مصدر مياه البحيرة
ان غليان الينابيع في جبال قراداغ وذوبان ثلوج الجبال المحيطة والأنهار الموسمية والتدفقات من الجنوب التي يتدفق جزء منها إلى البحيرات كلُ ذلك يغذي بحيرة تار، بالإضافة إلى جزءاً من روافد نهري تار وهويار. ويُعتبَر تدفق هذه البحيرة مصدراً صغيراً جداً لنهر تار الذي يتغذى بشكل طبيعي على الأنهار الأخرى ويتدفق إلى مدينة دماوند.

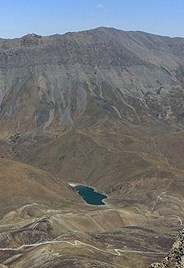
بحيرة تار

## معلومات عامة
- الطقس

ان مناخ البحيرة بارد جداً في المواسم ويتعرض دائماً للرياح من الغرب، وأفضل وقت لزيارة هذه البحيرة هو في أوائل يونيو حزيران.
- الحياة النباتية

ليس هناك أثر للأشجار والشُجيرات حول البحيرة وذلك بسبب ارتفاعها عن سطح البحر، وفي الماضي وعلى بعض المنحدرات، كان هناك مصنع من الزعتر.
- السمك

في السنوات القليلة الماضية، أَفرَج مكتب البيئة عن الثروات السمكية الحمراء وأسماك الزردك في البحيرة. بالإضافة إلى اسماك السلمون بأنواعها والتي تزدهر بها البحيرة.
- مسارات الدخول

مدينة دماوند، شرق قرية تشينار، طريق التعدين.
طريق دماوند - فيروزكوح من قرية داليتشاي حيث يتم الذهاب إلى قرى يهر، موماج ودهنار وهوير ومن ثم الوصول إلى بحيرة هوير الصغيرة ثم بحيرة تار.
الطريق الثالث من طريق هويير ومن ثم الطريق الترابية من قرية سارباندان من جبال زارينكوه.
 

## معرض الصور

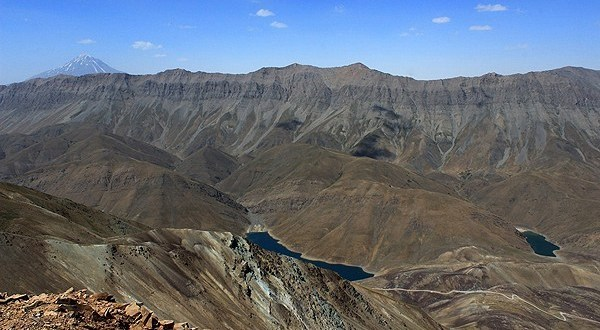
بحيرة تار الطبيعية ذات المياه العذبة

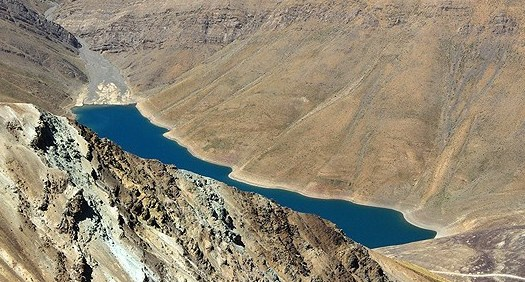
منظر عام لبحيرة تار

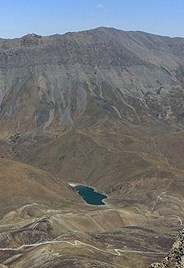
بحيرة تار

## طالع ايضاً
- بحر قزوين
- ينبوع بلقيس
- الحديقة الوطنية للنباتات في ايران
- حديقة الماء والنار
- ديزين
- منتجع توجال
- منتجع الوارس الدولي
- منتجع شمشك الدولي
- قائمة أنهار إيران